# Línea 3 del Metro de la Ciudad de México
La Línea 3 del Metro de la Ciudad de México es una de las doce líneas del Metro de la capital de México. Fue inaugurada el 20 de noviembre de 1970 y es la tercera línea en incorporarse al sistema. Está integrada por 21 estaciones y 23.6 kilómetros de vías. Abarca las alcaldías Gustavo A. Madero, Cuauhtémoc, Benito Juárez, Álvaro Obregón y Coyoacán. Tiene correspondencia con siete líneas del Metro y su color distintivo es el verde olivo. En 2022 fue la segunda línea con mayor afluencia de la red, con más de 164 millones de pasajeros.

## Historia

### Construcción
La construcción de la línea 3 del Metro de la Ciudad de México estuvo contemplada en el proyecto inicial de la red, junto a la línea 1 y la 2. Fue planeada por el ingeniero Bernardo Quintana Arrioja, fundador de Empresas ICA; financiada por el Departamento del Distrito Federal a través de un préstamo concedido por el gobierno francés; y fue encargada al Sistema de Transporte Colectivo, organismo público creado para administrar el metro.
El proyecto original de la línea 3 contemplaba conectar la Basílica de Guadalupe, en el norte de la ciudad, con la zona de Churubusco al sur. Sin embargo, el trazado norte de la ruta fue descartado porque interferiría con el funcionamiento de los drenajes alimentadores del Gran Canal del Desagüe, una de las principales obras de ingeniería que previenen la inundación de la Ciudad de México. La conexión con la Basílica de Gudalupe fue reemplazada por un trazado hacia la zona de Tlatelolco. Varias de las estaciones planeadas inicialmente cambiaron de nombre al ejecutarse el proyecto. La estación «Martínez de la Torre» pasó a llamarse Guerrero y la estación «Morelos» fue rebautizada como Juárez.
La construcció fue hecha mediante excavaciones a cielo abierto. Debido a la naturaleza del suelo, abundante en mantos freáticos por ser el lecho del antiguo Lago de Texcoco, se requirió aislar el agua de la zona de trabajo mediante el bombeo electrosmótico de líquidos y la construcción de muros paralelos a la zona de construcción antes de iniciar los trabajos de excavación. El peso de la estructura terminada debía ser equivalente al peso de la tierra retirada en la excavación para evitar que los túneles y las estaciones se hundieran en el suelo blando que quedaba por debajo.
El 19 de junio de 1968 inició la construcción de la línea 3 en la estación Balderas. El 20 de noviembre de 1970 fue inaugurada la línea 3 con una longitud de 5.4 kilómetros y siete estaciones en el tramo Tlatelolco-Hospital General. La construcción de la estación Tlatelolco requirió la demolición de 760 metros cuadrados de construcción del Conjunto Urbano Nonoalco Tlatelolco. También, durante la excavación de la línea fue hallado el «Hombre de Balderas», un cráneo de hace 12 mil años, bautizado en honor a la avenida Balderas, zona dónde fue hallado.

### Ampliaciones
Inicialmente la línea 3 fue expandida hacia el norte. El 25 de agosto de 1978 se inauguró la primera extensión de la línea 3, con la inclusión de la estación La Raza. El proyecto inicial de la línea contemplaba la estación «San Simón», ubicada entre las estaciones Tlatelolco y La Raza, la cual no fue edificada, generando que el trayecto entre las dos estaciones construidas sea uno de los más largos del Metro de la Ciudad de México.
El 1 de diciembre de 1979 se amplió la línea con tres estaciones superficiales: Potrero, Basílica e Indios Verdes. Esta última estación se estableció como la terminal norte de la línea. Las tres estaciones fueron edificadas en cajón superficial, adicionalmente se aproyechó la construcción para colocar un cajón subterráneo al sur de la estación Basílica, con la intención de usarlo para la futura construcción de la línea 6. Para la línea 8 fue hecho otro cajón subterráneo, ubicado bajo la Calzada Ticomán, aunque nunca llegó a ser usado. El proyecto original de la línea contemplaba la construcción de la estación «Zacatenco», al norte de la estación Basílica. Además planteaba edificar la estación Indios Verdes más al norte. Sin embargo, con el traslado del proyecto de la estación Indios Verdes a su ubicación definitiva, junto a la Calzada Ticomán, la estación Zacatenco fue cancelada debido a la cercanía entre las estaciones. El coste de este primer grupo de ampliaciones fue de 3 500 millones de pesos.
Posteriormente inició la expansión de la línea hacia el sur. El 7 de junio de 1980 se inauguró la estación Centro Médico, dos meses después, el 25 de agosto, fueron abiertas otras cuatro estaciones más: Etiopía, Eugenia, División del Norte y Zapata. La estación Etiopía inicialmente iba a ser llamada «Narvarte». También se contemplaba edificar la estación «Obrero Mundial», entre las estaciones Centro Médico y Etiopía, aunque nunca fue construida.
El 30 de agosto de 1983 fueron inauguradas las últimas cinco estaciones de la línea 3: Coyoacán, Viveros, Miguel Ángel de Quevedo, Copilco y Universidad. Las primeras tres fueron construidas mediante túneles, la estación Copilco fue edificada por excavación a cielo abierto y la estación Universidad fue hecha a nivel de calle. La estación Coyoacán inicialmente iba a ser nombrada «Centro Bancomer», en referencia a la sede central del banco Bancomer, ubicada cerca de la estación. Sin embargo, su nombre fue cambiado poco antes de la inauguración de la estación para evitar hacer referencia a nombres comerciales en las estaciones del Metro. El nombre escogido fue cuestionado porque hace referencia a la delegación Coyoacán, a pesar de no estar ubicada en esa demarcación. El proyecto inicial de la ampliación contemplaba construir la estación «Popocatépetl», entre Zapata y Coyoacán, la cual no fue llevada a cabo por la cercanía entre las estaciones. Con esta última expansión, la línea 3 completó 23.6 kilómetros de vías, de los cuales 21.2 kilómetros son de servicio y 2.4 kilómetros son de maniobras. También se estableció a la estación Universidad como la terminal sur de la línea.
Tras el terremoto del 19 de septiembre de 1985, fueron clausuradas temporalmente las estaciones Balderas y Juárez por el riesgo de colapso de los edificios aledaños. El 23 de septiembre fue reabierta la estación Balderas y al día siguiente la estación Juárez.

### Incendio del Puesto Central de Control
El 9 de enero de 2021 la línea fue afectada por el incendio del Puesto Central de Control I, que dejó sin electricidad a seis líneas del sistema. La línea 3 se mantuvo sin servicio hasta el 1 de febrero. Durante el tiempo que estuvo fuera de servicio, se estableció una red de transporte con diversos servicios, incluidos Metrobús, Trolebús y RTP.

### Choque de trenes en la interestación Potrero-La Raza
El 7 de enero de 2023, poco después de las 9 de la mañana, se presentó un choque de 2 trenes en la interestación Potrero-La Raza, donde un tren que se dirigía a la estación La Raza en dirección a Universidad, le dio alcance a otro tren que se encontraba dentro del primer túnel de la línea que inicia en la estación Potrero, cuyo tren se dirigía a la estación La Raza y que por indicaciones del puesto de control se encontraba detenido. Este incidente provocó la muerte de 1 de una persona y lesionó a 59 personas, entre ellos el chofer de la unidad siniestrada con la cual se impactó.
Por este incidente se suspendió de manera parcial la línea 3 del metro, en el tramo Indios Verdes a Guerrero, desde aquel día y hasta el 10 de enero. En una rueda de prensa ofrecida por la jefa de gobierno capitalino, Claudia Sheinbaum, para actualizar la cifras provocadas por el accidente, se mencionó que la Línea 3 partiría de manera parcial dese la estación Tlatelolco, hasta la estación Universidad, ofreciéndose el servicio emergente con unidades de la Red de Transporte de Pasajeros (RTP) junto con el Metrobús, el Trolebús y el Mexibús, de forma gratuita para el traslado de usuarios que se dirigen principalmente al Centro Histórico de la Ciudad de México.

## Estaciones
| Estación                         | Iconografía                                                           | Inauguración            | Alcaldía                  | Tipo de estación | Construcción   | Conexiones |
| -------------------------------- | --------------------------------------------------------------------- | ----------------------- | ------------------------- | ---------------- | -------------- | --- |
| Indios Verdes                    | Monumento a los Indios Verdes                                         | 1 de diciembre de 1979  | Gustavo A. Madero         | Terminal         | Superficie     | Otros servicios - CETRAM Indios Verdes - Indios Verdes - Indios Verdes - Indios Verdes - Indios Verdes - Indios Verdes - Líneas: 101, 101-A, 101-B, 101-D, 102, 108 |
| Deportivo 18 de Marzo            | Jugador de Pelota Mesoamericano                                       | 1 de diciembre de 1979  | Gustavo A. Madero         | Correspondencia  | Superficie     | Correspondencia - Línea 6 Otros servicios - CETRAM Deportivo 18 de Marzo - Deportivo 18 de Marzo - Deportivo 18 de Marzo - Ruta: 15-B                               |
| Potrero                          | Caballo en un corral                                                  | 1 de diciembre de 1979  | Gustavo A. Madero         | Paso             | Superficie     | Otros servicios - CETRAM Potrero - Potrero - Líneas: 25, 104 - Ruta: 15-C                                                                                           |
| La Raza                          | Monumento a La Raza                                                   | 25 de agosto de 1978    | Gustavo A. Madero         | Correspondencia  | Subterránea    | Correspondencia - Línea 5 Otros servicios - CETRAM La Raza - La Raza - La Raza - La Raza - Líneas: 23, 27-A, 103 - Rutas: 20-C, 20-D - La Raza                      |
| Tlatelolco                       | Torre Insignia                                                        | 20 de noviembre de 1970 | Cuauhtémoc                | Paso             | Subterránea    | Otros servicios - Tlatelolco - Rutas: 10-D, 10-E |
| Guerrero                         | Busto de Vicente Guerrero                                             | 20 de noviembre de 1970 | Cuauhtémoc                | Correspondencia  | Subterránea    | Correspondencia - Línea B Otros servicios - Guerrero - Rutas: 10-E, 11-C                                                                                            |
| Hidalgo                          | Busto de Miguel Hidalgo                                               | 20 de noviembre de 1970 | Cuauhtémoc                | Correspondencia  | Subterránea    | Correspondencia - Línea 2 Otros servicios - Hidalgo - Hidalgo - Hidalgo - Línea: 27-A - Metro Hidalgo - Ruta: 16-A                                                  |
| Juárez                           | Busto de Benito Juárez                                                | 20 de noviembre de 1970 | Cuauhtémoc                | Paso             | Subterránea    | Otros servicios - Alquiler de Ecobici - Juárez - Juárez |
| Balderas                         | Cañón de artillería                                                   | 20 de noviembre de 1970 | Cuauhtémoc                | Correspondencia  | Subterránea    | Correspondencia - Línea 1 Otros servicios - Alquiler de Ecobici - Balderas - Línea: 34-A - Rutas: 19-E, 19-F, 19-G, 19-H                                            |
| Niños Héroes/Poder Judicial CDMX | Kepi militar con las siglas del Poder Judicial de la Ciudad de México | 20 de noviembre de 1970 | Cuauhtémoc                | Paso             | Subterránea    | Otros servicios - Alquiler de Ecobici |
| Hospital General                 | Símbolo de la Cruz Roja                                               | 7 de junio de 1980      | Cuauhtémoc                | Paso             | Subterránea    | Otros servicios - Alquiler de Ecobici - Hospital General - Hospital General - Rutas:19-F                                                                            |
| Centro Médico                    | Caduceo                                                               | 25 de agosto de 1980    | Cuauhtémoc                | Correspondencia  | Subterránea    | Correspondencia - Línea 9 Otros servicios - Alquiler de Ecobici - Centro Médico - Rutas: 9-C, 9-E                                                                   |
| Etiopía/Plaza de la Trasparencia | León con el símbolo del InfoDF                                        | 25 de agosto de 1980    | Benito Juárez             | Paso             | Subterránea    | Otros servicios - Alquiler de Ecobici - Etiopía-Plaza de la Trasparencia - Etiopía-Plaza de la Trasparencia                                                         |
| Eugenia                          | Cigüeña                                                               | 25 de agosto de 1980    | Benito Juárez             | Paso             | Subterránea    | Otros servicios - Alquiler de Ecobici - Eugenia |
| División del Norte               | Estatua ecuestre de Pancho Villa                                      | 25 de agosto de 1980    | Benito Juárez             | Paso             | Subterránea    | Otros servicios - Alquiler de Ecobici - División del Norte |
| Zapata                           | Busto de Emiliano Zapata                                              | 25 de agosto de 1980    | Benito Juárez             | Correspondencia  | Subterránea    | Correspondencia - Línea 12 Otros servicios - CETRAM Zapata - Alquiler de Ecobici - Zapata - Líneas: 1-D, 52-C, 120, 121-A - Ruta: 6-A                               |
| Coyoacán                         | Coyote                                                                | 30 de agosto de 1983    | Benito Juárez             | Paso             | Subterránea    | Otros servicios - Línea: 200 |
| Viveros/Derechos Humanos         | Plantas y símbolo de la CDHCM                                         | 30 de agosto de 1983    | Álvaro Obregón y Coyoacán | Paso             | Túnel Profundo | Otros servicios - Ruta 116-A |
| Miguel Ángel de Quevedo          | Árbol                                                                 | 30 de agosto de 1983    | Álvaro Obregón y Coyoacán | Paso             | Túnel Profundo | Otros servicios - Ma. Quevedo - Rutas: 34-B |
| Copilco                          | Motivo olmeca                                                         | 30 de agosto de 1983    | Coyoacán                  | Paso             | Túnel Profundo | Otros servicios - Líneas: 123-A, 125, 126, 128 |
| Universidad                      | Escudo de la Universidad Nacional Autónoma de México                  | 30 de agosto de 1983    | Coyoacán                  | Terminal         | Superficial    | Otros servicios - CETRAM Universidad - Líneas: 17-E, 123-A, 125, 128, 134-C, 134-D, 162-D - Ruta 2-E - Pumabús                                                      |

### Cambios de nombre
| Nombre previo | Iconografía previa    | Nombre nuevo                      | Iconografía nueva                                                     | Fecha del cambio     |
| ------------- | --------------------- | --------------------------------- | --------------------------------------------------------------------- | -------------------- |
| Basílica      | Basílica de Guadalupe | Deportivo 18 de marzo             | Jugador de Pelota Mesoamericano                                       | 1998                 |
| Etiopía       | León                  | Etiopía/Plaza de la Transparencia | León con el símbolo del InfoDF                                        | 9 de abril de 2009   |
| Viveros       | Plantas               | Viveros/Derechos Humanos          | Plantas y símbolo de la CNDH                                          | 9 de abril de 2009   |
| Niños Héroes  | Kepi militar          | Niños Héroes/Poder Judicial CDMX  | Kepi militar con las siglas del Poder Judicial de la Ciudad de México | 26 de agosto de 2019 |

## Afluencia por estación

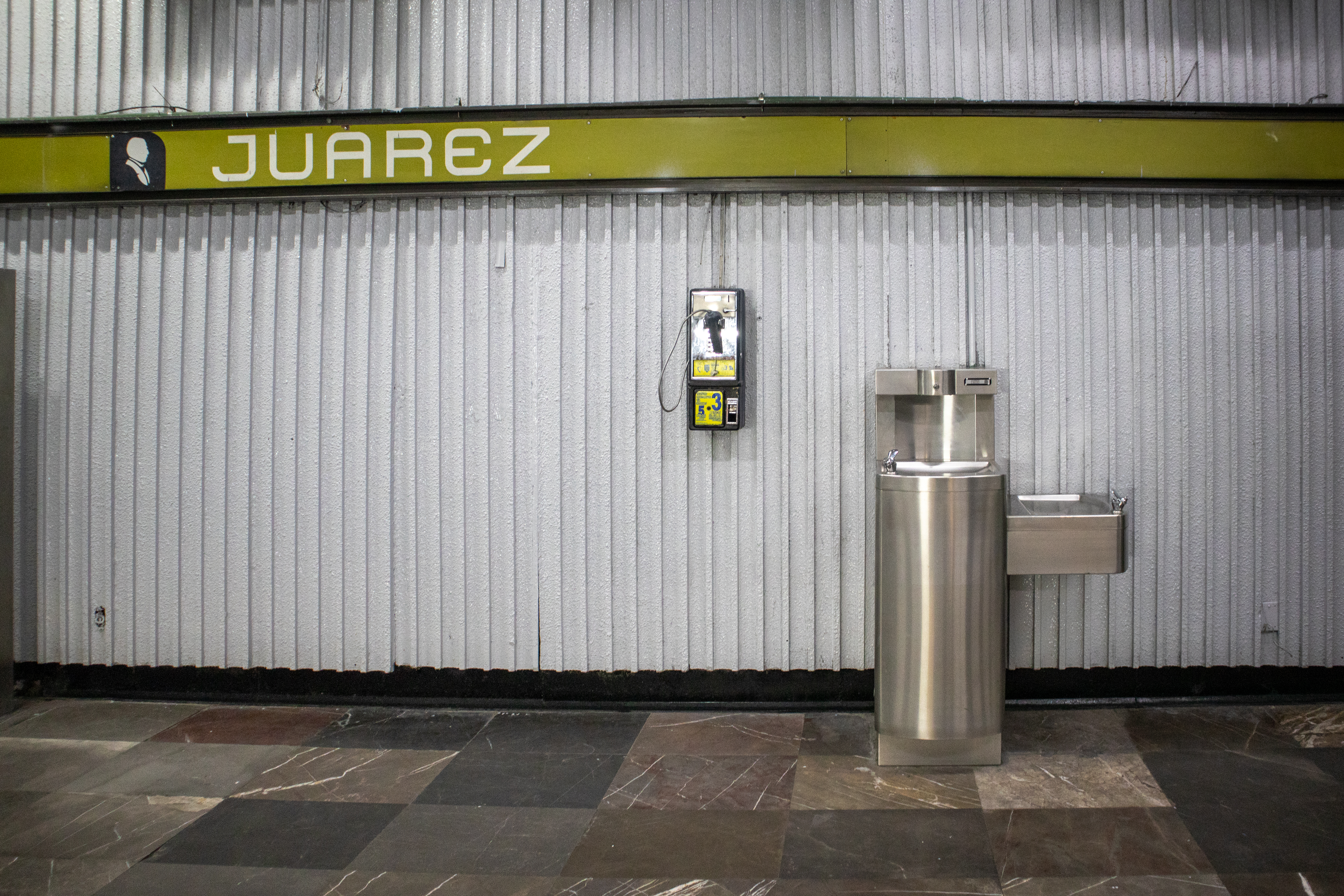
Estación Juárez del Metro de la Ciudad de México

La siguiente tabla muestra cada una de las estaciones de la Línea 3, el total y el promedio de pasajeros diarios durante 2022.
| Estación                         | Tipo de estación   | Ranking Local | Ranking General | Total de Pasajeros | A diario |
| -------------------------------- | ------------------ | ------------- | --------------- | ------------------ | -------- |
| Indios Verdes                    | Terminal           | 1°/21         | 1°/175          | 31,649,534         | 86,711   |
| Universidad                      | Terminal           | 2°/21         | 8°/175          | 16,398,629         | 44,927   |
| Zapata                           | De correspondencia | 3°/21         | 20°/175         | 10,850,515         | 29,727   |
| Copilco                          | De paso            | 4°/21         | 22°/175         | 9,327,411          | 25,554   |
| Miguel Ángel de Quevedo          | De paso            | 5°/21         | 24°/175         | 9,017,278          | 24,704   |
| La Raza                          | De correspondencia | 6°/21         | 26°/175         | 8,873,704          | 24,311   |
| Deportivo 18 de Marzo            | De correspondencia | 7°/21         | 28°/175         | 8,468,149          | 23,200   |
| Coyoacán                         | De paso            | 8°/21         | 47°/175         | 7,138,504          | 19,557   |
| Etiopía/Plaza de la Trasparencia | De paso            | 9°/21         | 52°/175         | 6,715,640          | 18,399   |
| Balderas                         | De correspondencia | 10°/21        | 63°/175         | 6,050,356          | 16,576   |
| Niños Héroes/Poder Judicial CDMX | De paso            | 11°/21        | 79°/175         | 5,386,943          | 14,758   |
| Viveros/Derechos Humanos         | De paso            | 12°/21        | 80°/175         | 5,381,439          | 14,743   |
| Tlatelolco                       | De paso            | 13°/21        | 86°/175         | 5,135,910          | 14,070   |
| Hospital General                 | De paso            | 14°/21        | 87°/175         | 5,075,058          | 13,904   |
| Centro Médico                    | De correspondencia | 15°/21        | 89°/175         | 4,912,204          | 13,458   |
| Juárez                           | De paso            | 16°/21        | 98°/175         | 4,351,149          | 11,920   |
| Potrero                          | De paso            | 17°/21        | 101°/175        | 4,290,556          | 11,754   |
| División del Norte               | De paso            | 18°/21        | 103°/175        | 4,176,143          | 11,441   |
| Hidalgo                          | De correspondencia | 19°/21        | 106°/175        | 4,129,943          | 11,314   |
| Eugenia                          | De paso            | 20°/21        | 111°/175        | 3,915,748          | 10,728   |
| Guerrero                         | De correspondencia | 21°/21        | 136°/175        | 2,881,773          | 7,895    |

## Información técnica

### Material rodante
- Al igual que en las Líneas 1 y 2, el STC asignó 5 formaciones modelo MP-68, las cuales estuvieron en servicio por diez años tras la ampliación hasta Zapata
- Se introdujeron también las formaciones modelo NM-73, pero solo estuvieron en servicio en la línea por un periodo de 3 años
- Para los 80s la empresa Concarril fabricó para el STC las formaciones Modelo NM-79 en un pedido total de 58 trenes, (algunas de estas formaciones dieron servicio un tiempo en línea 4) pero hasta ese momento este es el modelo que ha estado presente en Línea 3.
- Para los 90s se rehabilitaron algunas formaciones NM-79 (Siguiendo el estándar de los MP-68 R93 Y R96 con algunas adaptaciones como en tono de cierre de puertas y aviso de próxima estación con bocinas ELTEC, así como indicadores del número de tren y destino con luces similares a los avisos LED)
- Años más tarde llegaron las formaciones NM-83A provenientes de la Línea 2 las cuales fueron reasignadas a esta línea ante la llegada del modelo NM-02, Esto con el fin de reforzar la capacidad de la línea además de que también contraria con los mismos trenes NM-79.
- En 2004 llegaron los trenes NC-82 provenientes de la Línea 2 brindando servicio por un corto tiempo hasta que se destinaron finalmente dichas formaciones a la Línea 9.
- Por lo que en la actualidad, están en servicio en la línea las formaciones NM-79, NM-83A y NE-92 provenientes de la Línea 1 en un número considerable para sortear la alta afluencia de la línea.

### Enlaces de servicio con otras líneas
- Con la Línea 5: Se ubica en la interestación Potrero - La Raza, en dirección Universidad.
- Con la Línea 2: En la interestación Hidalgo - Guerrero, dirección Indios Verdes.
- Con la Línea 1: En la interestación Balderas - Juárez, dirección Indios Verdes, junto con una pequeña zona de revisión.
- Con la Línea 9: En la interestación Etiopía - Centro Médico, dirección Indios Verdes.
- Con la Línea 12: Existe una vía de enlace en el cruce de Av. Popocatépetl y Av. Universidad, dirección Indios Verdes. Este enlace jamás se completó, debido a que la vía de la Línea 12 terminó por ser férrea.